# Bakeneko

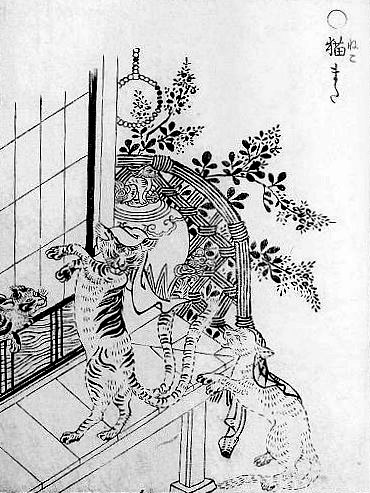
Nekomata il·lustrat per Toriyama Sekien.

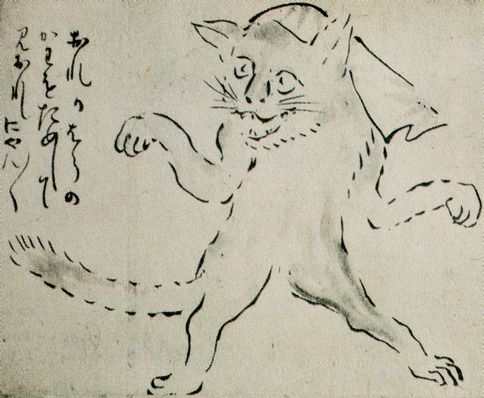
Bakeneko il·lustrat per Yosa Buson.

Un bakeneko (en japonès: 化け猫), literalment "gat que es transforma", és un gat yokai (criatura sobrenatural) pertanyent al folklore japonès.

## Folklore
Segons el folklore, un gat domèstic pot convertir-se en un bakeneko si ha viscut 100 anys, si ha adquirit un kan (3.75 quilograms) de pes o si se li permet tenir una cua llarga. En l'últim cas, la seva cua es bifurcarà i llavors es dirà nekomata (猫又), literalment "gat bifurcat". Un gat també podia ser considerat un bakeneko si se li veia prenent oli d'un llum, alguna cosa massa comú perquè l'oli dels llums era oli de peix original.
A causa que la cua d'un gat ha de ser tallada perquè no es converteixi en un símbol sexual recte, s'associa a aquesta superstició amb la criança de gats bobtail japonès, una raça de gats originària del Sud-est Asiàtic que es distingeix per tenir cua curta, semblada a la d'un conill.

## Habilitats
Un bakeneko pot aconseguir grans grandàries les seves habilitats són vàries. Un bakeneko pot parlar, caminar alçat, volar, canviar el seu aspecte o forma, i fins i tot, ressuscitar als morts.
Un bakeneko sol devorar i buscar preses humanes, segons algunes llegendes, un bakeneko devorava a les persones per transformar-se en elles i robar la seva identitat. Un nekomata té l'habilitat de controlar als cadàvers com a titelles.